# Patrice Garande
Patrice Garande (Oullins, 10 de outubro de 1953) é um treinador e ex-futebolista profissional francês que atuava como  atacante, campeão olímpico em Los Angeles 1984.

## Carreira
Patrice Garande representou o seu país nos Jogos Olímpicos de Verão de 1984, conquistando a medalha de ouro.